# Thuringowa
Thuringowa war eine australische Stadt mit etwa 59.000 Einwohnern. Sie lag im nördlichen Queensland unmittelbar westlich und oberhalb der Küstenstadt Townsville. Beide Städte zusammen hatten eine Einwohnerzahl von etwa 155.000 (Stand 2004). Thuringowa befand sich ungefähr 1360 km nördlich von Brisbane und 350 km südlich von Cairns. Im Jahr 2008 wurde das ehemals selbstständige lokale Verwaltungsgebiet (LGA) Thuringowa City mit Townsville City verschmolzen.
Heute trägt noch ein Stadtteil von Townsville mit etwa 2000 Einwohnern den Namen Thuringowa Central.

## Geschichte
Vor der europäischen Besiedlung lebten im Gebiet des heutigen Thuringowa Aborigines der Stämme Warakamai (= Warrgamay), Nawagi (= Nyawaygi) und Wulgurukaba (= Nyawaygi), sowie vielleicht auch Warungu (= Gugu-Badhun). Die offizielle Landnahme durch europäische Siedler begann 1879 mit der Gründung des 'Kreises' („Division“, später „Shire“) Thuringowa. Der Name der Stadt ist wahrscheinlich eine Verballhornung von „Thuringia“ = „Thüringen“. Im folgenden Vierteljahrhundert entwickelte sich die Gemeinde recht ansehnlich, doch 1918 wurde der größte Teil der städtischen Siedlungsfläche Thuringowas an Townsville übertragen. Danach blieb Thuringowa bis nach dem Zweiten Weltkrieg eine ländliche Gemeinde. Zwischen 1942 und 1945 waren etwa 70.000 Soldaten im Gebiet von Townsville und Thuringowa stationiert, um Australien gegen japanische Angriffe zu verteidigen. Dies brachte einen Ausbau der Infrastruktur mit sich, welcher vielleicht dazu beitrug, dass sich Thuringowa seit den 1960er Jahren wieder zu einer urbanen Siedlung entwickelt hat. Dies fand offizielle Anerkennung, als Thuringowa 1986 die Stadtrechte verliehen wurden.

## Geografie
Thuringowa lag, unmittelbar an Townsville angrenzend, wie dieses am ziemlich kurzen Ross River. Es erstreckte sich bis zu den nahe gelegenen Ausläufern des Großen Australischen Scheidegebirges (Great Dividing Range) und bis zu den Ufern des Stillen Ozeans. Der wohl größte Teil der Gemeindefläche wurde von Siedlungsfläche, Eukalyptus-Baumsavanne/Trockenwald (woodland), welches zu einem größeren Teil der Rinderhaltung dient und Bergregenwald, welcher überwiegend entweder als Staatswald oder Nationalpark geschützt ist und zum Welterbe der Queensländischen feuchten Tropen gehört, eingenommen. Daneben fanden sich beispielsweise auch noch Flecken mit verschiedener Küstenvegetation, wie beispielsweise Mangrove oder einer Art Marsch. Auch baumfreie Flächen Graslandes kommen vor. Bezüglich der Siedlungsstruktur wirkt Thuringowa ein wenig wie eine Erweiterung oder ein Anhängsel von Townsville, und dies ist infrastrukturell noch stärker der Fall.
Für weitere Informationen siehe Townsville.